# Jean Bissonnette
Pour les articles homonymes, voir Bissonnette.
Jean Bissonnette est un réalisateur et producteur de télévision québécois né le 20 octobre 1934 à Montréal où il est mort le 29 mars 2016 .

## Biographie
Jean Bissonnette se découvre une passion pour le théâtre au Collège de Saint-Laurent. 
Jeune (au milieu des années 1950), il rejoint l'équipe de Radio-Canada à titre de réalisateur. Il a donc été présent et actif dans la construction des premières émissions de variétés québécoises[source secondaire souhaitée].
Il a réalisé des émissions qui ont marqué la télévision du Québec comme Music-Hall, Au p'tit café, Les Couche-tard, Tous pour un, Moi et l'autre, Appelez-moi Lise, L'Observateur et Les lundis des Ha!Ha!.
Il a de plus réalisé plusieurs Bye Bye dans les années 1970. Puis, de 1980 à 1988, il devient le coordonnateur des variétés à Radio-Canada[source secondaire souhaitée]. Il réalise également le film à succès Tiens-toi bien après les oreilles à Papa (1971) avec les humoristes Yvon Deschamps et Dominique Michel.
Le fonds d'archives de Jean Bissonnette (P909)[source insuffisante] est conservé au centre BAnQ Vieux-Montréal de Bibliothèque et Archives nationales du Québec.
Jean Bissonnette est lauréat du prix Guy-Mauffette 2015[source secondaire souhaitée].

## Distinctions
- 2012 -  Officier de l'Ordre du Canada
- 2015 -  Officier de l'Ordre national du Québec

## Filmographie

### Réalisateur
- 1955 - 1962 : Music-Hall
- 1956 - 1961 : Au p'tit café (coréalisateur)
- 1960-1968 : Les Couche-tard
- 1966-1971 : Moi et l'autre (série télévisée)
- 1970 : Bye Bye (TV)
- 1971 : Tiens-toi bien après les oreilles à Papa
- 1971 : Bye Bye (TV)
- 1972-1975 :  Appelez-moi Lise
- 1976 : Bye Bye (TV)
- 1982-1985 : Vaut mieux en rire (série télévisée)

### Producteur
- 1997-2003 : Un gars, une fille (série télévisée)